# 望洲楼
望洲楼（ぼうしゅうろう）は、愛知県半田市亀崎町3-71にある合資会社望洲楼が運営する料亭。料理旅館とされることもある。料理旅館としては亀崎町で最も古く、知多半島でも屈指の格式を誇る。

## 歴史

### 江戸時代
近世の尾張国知多郡亀崎町は、知多半島産の日本酒を江戸に運搬する海運業などで栄えた町である。安政2年（1855年）、4代目成田新左衛門によって中口屋という屋号の料理屋そして宿屋として創業した。もともと畑であった丘に造った座敷の評判がよく、開業前に訪れた京都の書家「貫名菘翁」にも喜ばれ、その折に望洲楼の名を既にいただいていた。丘の上に営業の建物を建築したのをきっかけに店の名を望洲楼とした。創業当時の中口屋は本町通りの南側にあり、1878年（明治11年）には建物を取り壊して店舗が新築された。この建物は「成田家の本宅」として半田市景観重要建造物（第7号）に指定されている。

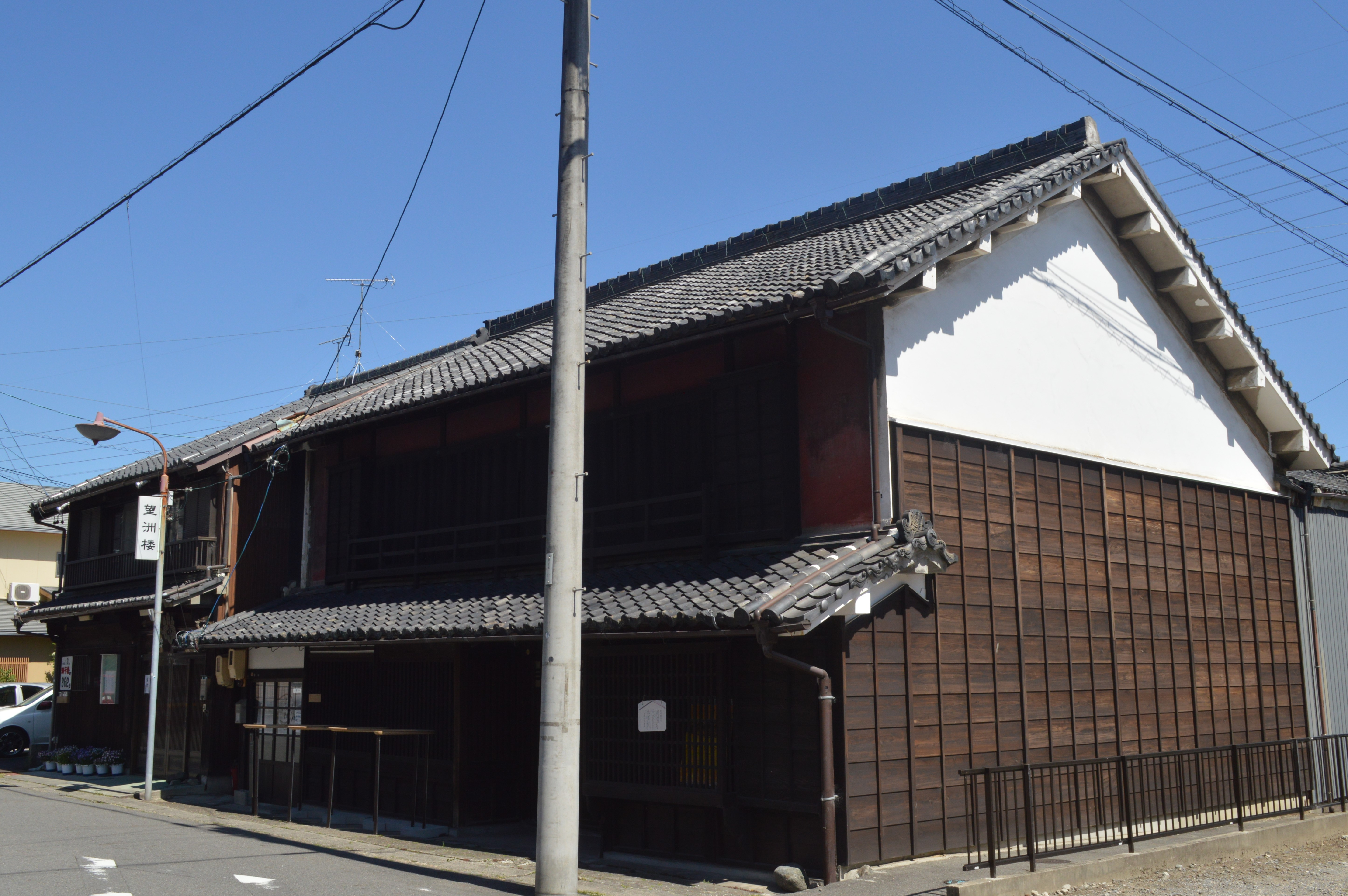
成田家の本宅

### 明治時代
明治時代初期には現在地に建物が建造され、創業前の1848年京都の書家である貫名菘翁が宿泊した際に望洲楼という屋号が付けられた。名称は亀崎の湊を望む高台にあることに因んでおり、望洲楼の内部からは衣浦湾（知多湾）を一望できる。1887年（明治20年）に描かれた『愛知商売繁盛絵図』には「御料理・御宿 亀崎港 望洲楼・中新」として掲載されており、展望風呂、温泉場、離れ、2階建の洋館、座敷などが描かれている。
1886年（明治19年）3月の『金城新報』には1万円札の福沢諭吉が望洲楼を訪れた旨が報じられている。1887年（明治20年）2月に国内初の陸海軍大演習が行われた際には、明治天皇・皇后が知多半島の武豊に行幸し、望洲楼が食事の提供を担当した。1898年（明治31年）9月には小説家の田山花袋と民俗学者の柳田國男が望洲楼に宿泊している。日本画家の竹内栖鳳、海軍元師の西郷従道なども望洲楼に宿泊した経験がある。

### 大正時代
大正天皇が即位した際には、日本画家の野口小蘋によって悠紀殿の屏風に神前神社から眺めた「亀崎の月」が描かれた。また、子爵であり歌人の黒田清綱によって「萬代も かはらぬかげを 亀崎の 波に浮かべて 月照りにけり」という歌が書かれた。これ以後には亀崎が月の名所として全国に知られるようになったとされる。近代のこの地域では、亀崎町の望洲楼、半田町御幸町の春扇楼、半田町中町の古扇楼などが社交の中心だった。

### 昭和戦前期

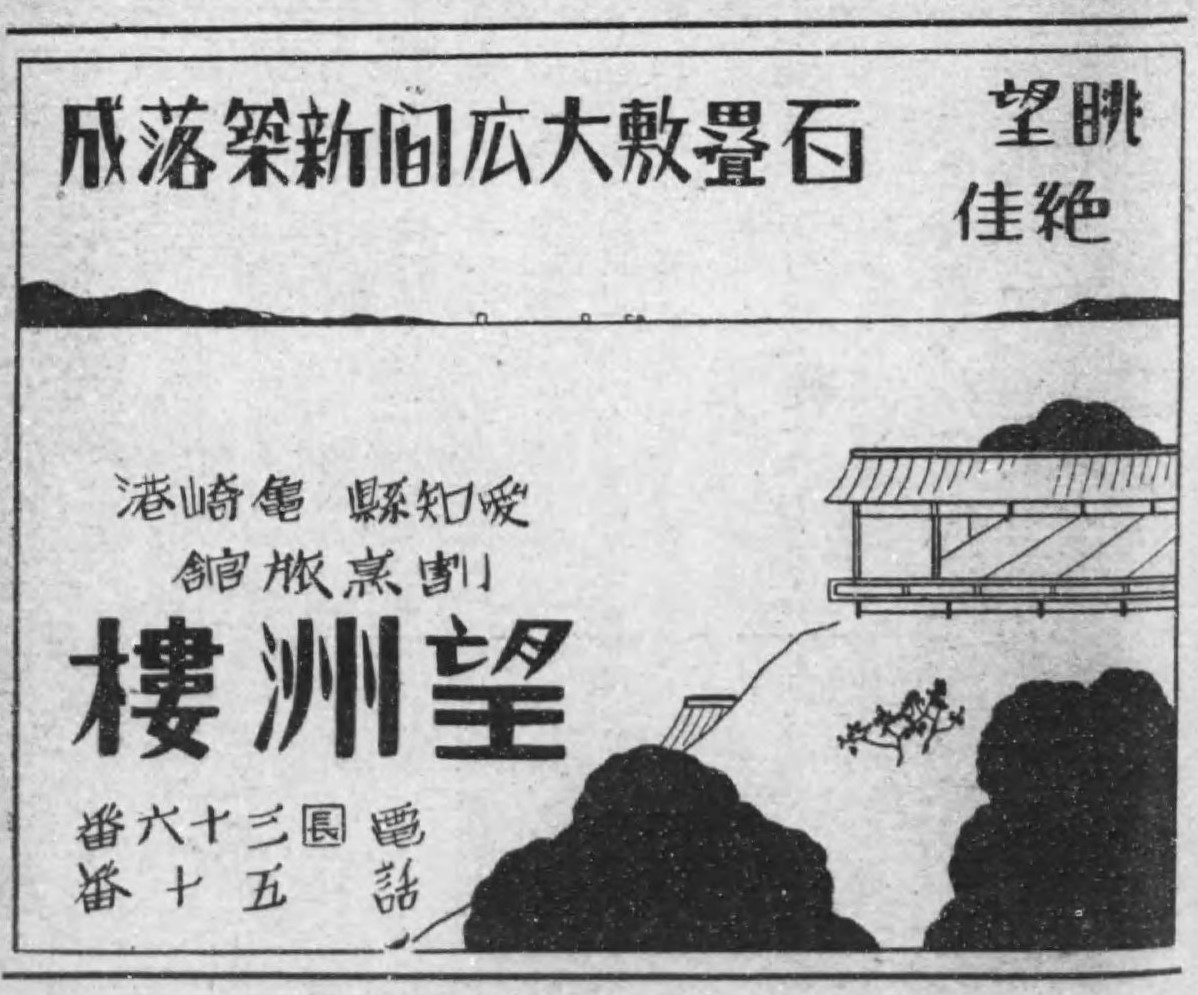
大広間が落成した際の望洲楼の広告（1934年）

1934年（昭和9年）には敷地の最上部に100畳の大広間が落成した。1937年（昭和12年）には鳥瞰図絵師の吉田初三郎によって、知多半島の鳥瞰図「月の名所亀崎望洲楼鳥瞰図」が制作された。この鳥瞰図では中央に望洲楼が描かれ、大広間、月の間、階段状の渡り廊下なども描かれている。
太平洋戦争中、7代目の成田新左衛門の時代には国に強制買収され、半田市に工場があった中島飛行機の幹部や日本軍関係者の宿舎に転用された。戦時中には明治期に建てられた洋館を取り壊し、玄関右側の敷地内に防空壕が掘られた。防空壕は全長8メートルで約20人を収容でき、一般的な民家の防空壕よりも大きくて頑丈な造りだった。

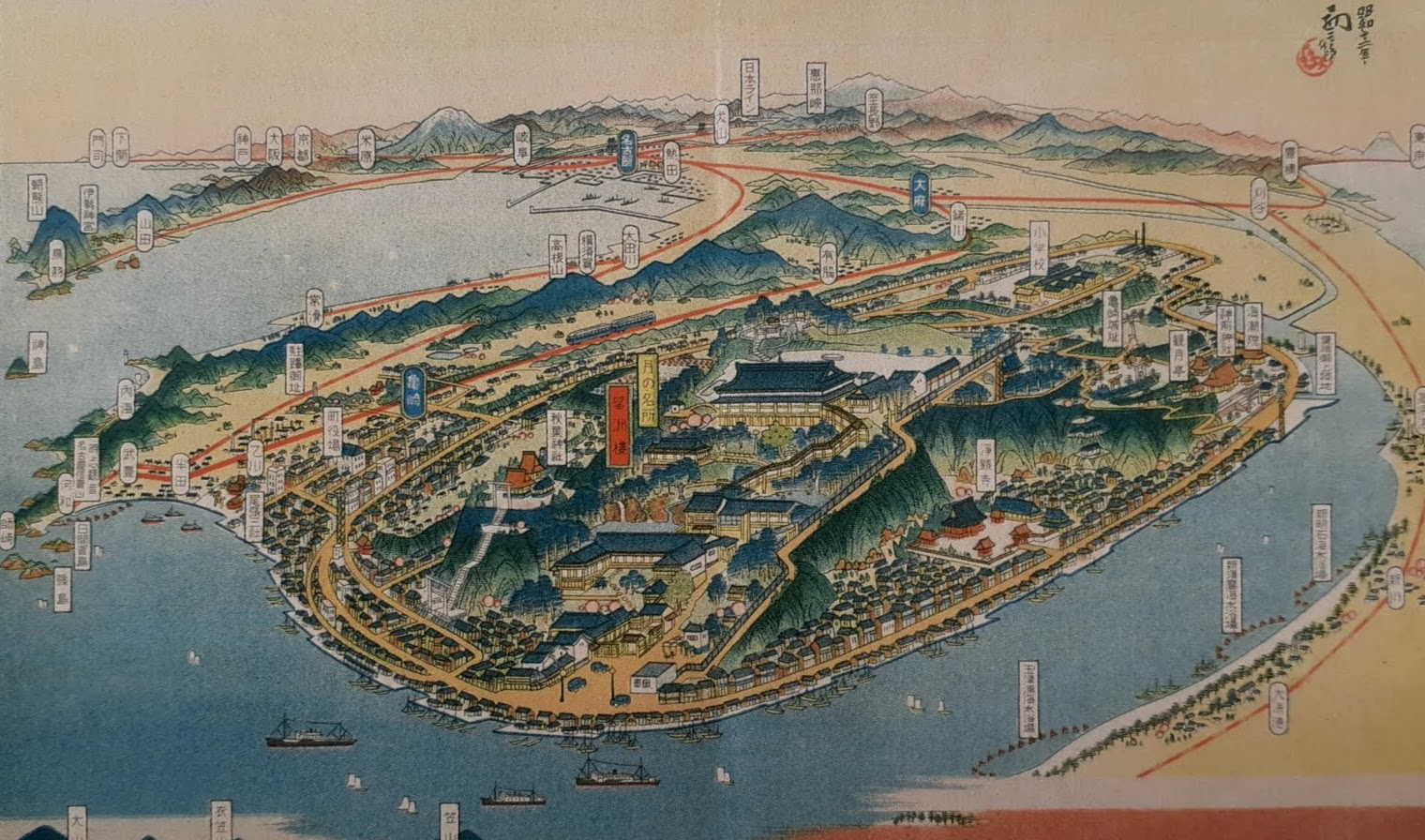
吉田初三郎「月の名所亀崎望洲楼鳥瞰図」（1937年）

### 現代
戦後、成田新左衛門は建物を国から買い戻し、料亭としての営業を再開した。望洲楼の防空壕は現在も残っており、半田市が主催する戦跡ツアーのコースに組み込まれている。
毎年5月3日・4日に開催される亀崎潮干祭（国の重要無形民俗文化財、ユネスコの無形文化遺産）の際には、予約者向けに弁当を提供している。

## 建物

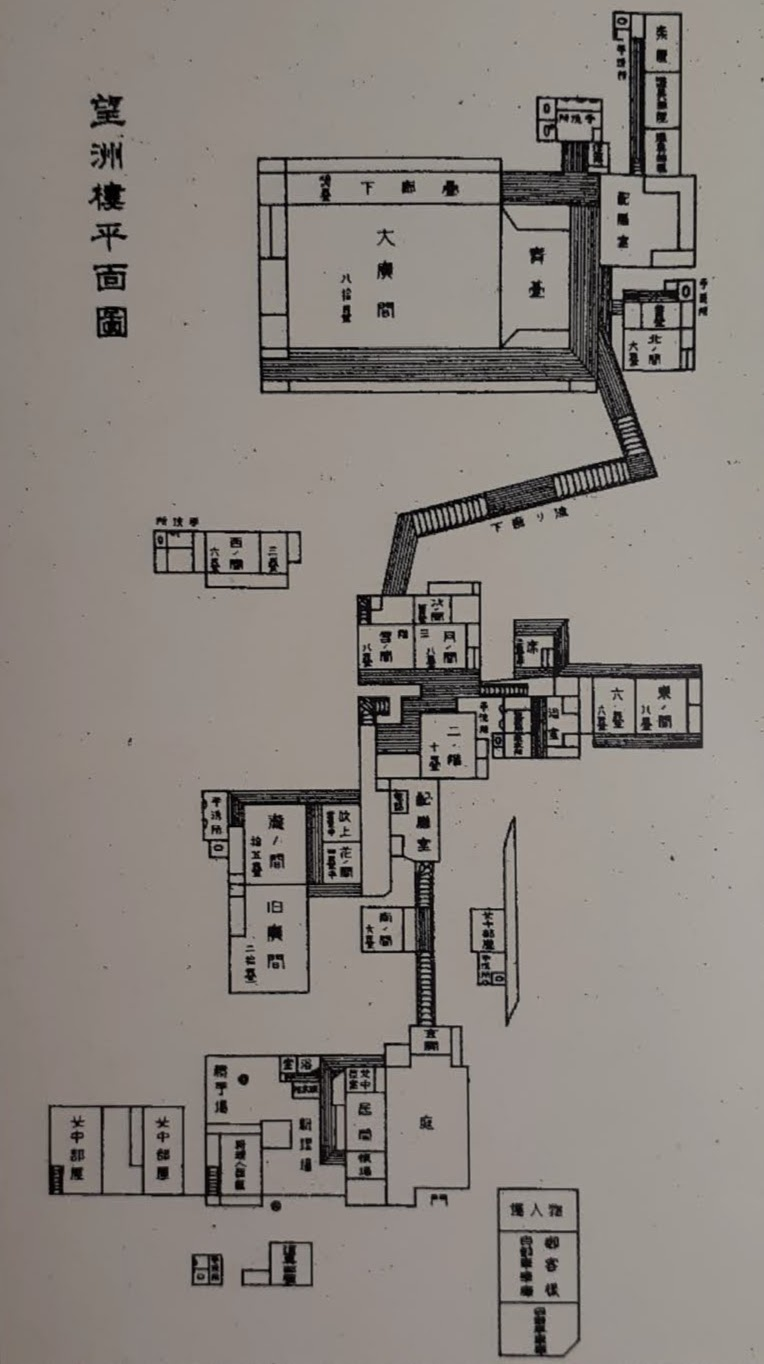
1937年の望洲楼の平面図

高低差25メートルの斜面上に敷地があり、斜面には階段や踊り場が、途中の平地には複数の建物がある。高低差のある部屋に料理を運ぶための木製リフトも設置されている。1965年（昭和40年）は重森三玲によって枯山水庭園の望洲楼庭園が作庭された。
2015年（平成27年）3月10日には建物が半田市によって半田市景観重要建造物（第5号）に指定された。2017年（平成29年）には建物および周辺施設が100年以上の歴史を有する料亭の親睦団体「百年料亭ネットワーク」が発足し、2020年（令和2年）時点では愛知県で唯一望洲楼が加盟している。
望洲楼の建物
- 「奥座敷」 - 1951年（昭和26年）頃に建築された[4]。設計は丹羽英二建築事務所[4]。1934年（昭和9年）に設置された100畳の大広間の跡地[2]。
- 「北の間」 - 6畳である[4]。
- 「桜の間」 - 6畳である[4]。
- 「松の間」 - 21畳である[4]。
- 「竹の間」 - 10畳である[4]。
- 「西の間」 - 座敷は6畳であり、次の間は3畳[4]。
- 「広間」 - 1960年（昭和35年）に建築された51畳の大部屋[4]。設計は丹羽英二建築事務所[4]。畳廊下を含めると70畳であり、北側に舞台と控室がある[4]。
- 「雪の間」 - 10畳であり、天井は簾張り[4]。
- 「月の間」 - 大正のころの建築とされる[4]。窓が大きく開け衣浦湾に映る月を眺めることができる[4]。　萬夜も かわらぬ景を 亀崎の 波にうかべて 月照りにけり
- 「東の間」 - 1919年（大正8年）頃の建築であり、8畳の座敷と6畳の次の間がある[4]。
- 「南の間」 - 望洲楼の中で最も古く、明治時代前期の建築とされる[4]。座敷は6畳であり、天井は簾張り[4]。次の間は茶室風である[4]。
- 「特別室」　階段を昇ることなく使えるバリアフリーのお座敷(約18畳)を玄関の左横に令和５年４月に竣工。車イスのお客様にも好適。昭和40年に造った重森三玲の枯山水の庭をこの隣に移設。